# Едґар Адамс
Едґар Адамс (англ. Edgar Adams, 7 квітня 1868 — 5 травня 1940) — американський плавець.
Призер Олімпійських Ігор 1904 року.